# Bardhaman
Bardhaman – miasto w Indiach, w stanie Bengal Zachodni. W 2011 roku liczyło 346 639 mieszkańców.